# Āraṇyaka
Āraṇyaka (sostantivo neutro sanscrito; devanāgarī: आरण्यक, lett. "inerente ai luoghi selvatici", "inerente ai boschi", "inerente ai deserti") sono dei testi religiosi segreti indiani composti in sanscrito intorno al XI-IX secolo a.C.
Appartengono alla tradizione della Śruti ovvero alla sapienza per come è stata rivelata dall'Assoluto ai loro mistici cantori indicati come ṛṣi i quali si sarebbero limitati alla sua trasmissione orale.
Contemporanei dei  Brāhmaṇa (i testi commentari dei Veda) e spesso incorporati in essi, la loro redazione e funzione è tuttavia piuttosto diversa: mentre i  Brāhmaṇa svolgono infatti la funzione di riordinare il sacrificio vedico, organizzandolo e razionalizzandolo, gli Āraṇyaka si presentano come una conoscenza segreta o pericolosa. La loro lettura o studio deve essere infatti svolta al di fuori del villaggio (grāma) seguendo delle regole molto precise (vrata).
Per la maggior parte questi testi si occupano di feste "agonistiche" o "orgiastiche", descrivendo il sacrificio del latte (pravargya) raccolto in un vaso di argilla e fatto bollire, nonché di riti funebri.
Gli Āraṇyaka comprendono generalmente una parte liturgica (mantra), selezioni di versi vedici sūtra, commentati da una parte teologica.
La loro caratteristica resta la descrizione di esistenze fuori della comunità e dei villaggi, descrivendo piuttosto la vita di guerrieri nomadi (kṣatriya) e dei loro armenti.
Secondo Jan C. Heesterman questo si spiegherebbe con la esclusione degli kṣatriya dai rituali vedici prevista nei Brāhmaṇa e, conseguentemente, il loro tentativo di acquisire lo stesso di uno status religioso segreto.
(Jan C. Heesterman, op. cit., pag. 60.)
Sempre per Heesterman gli Āraṇyaka rappresentano la "giusta traccia" per unire i Brāhmaṇa alle Upaniṣad, le quali si mostrano come espressione del "guerriero-saggio" nella sua contesa verbale (brahmodya) sul significato nascosto delle analogie cosmiche.
In questo senso, spiega Gianluca Magi:
Anche Mircea Eliade mette in evidenza l'allontanamento dall'aspetto concreto della ritualià tipico dei Brāhmaṇa (gli atti): è infatti negli Āraṇyaka che acquista importanza la «coscienza di Sé» (prajñātman). La correlazione tra micro e macrocosmo si espande ora agli aspetti del divino: raggiungere la coscienza di sé significa riconoscere il divino che si cela nell'umano, ricerca che sarà al centro dell'elaborazione successiva delle Upaniṣad.
Molti Āraṇyaka non sono giunti a noi, quelli di cui disponiamo oggi sono solo quattro e sono:
- Aitreya Āraṇyaka;
- Kauṣitakī Āraṇyaka;
- Taittirīya Āraṇyaka;
- Bṛhad Āraṇyaka.